# Robert Seguso
Robert Arthur Seguso (Minneapolis, 1 mei 1963) is een voormalig tennisser uit de Verenigde Staten. Hij was tussen 1983 en 1995 actief in het professionele circuit. Seguso behaalde zijn grootste successen in het dubbelspel, veelal aan de zijde van Ken Flach, met onder andere de olympische titel in Seoel en titels op Wimbledon en het US Open. Aan de zijde van Anders Järryd won Seguso in 1987 de titel op Roland Garros. Ook maakte hij deel uit van het Amerikaanse team dat de Davis Cup won in 1985.

## Palmares
| Legenda                       | Legenda               |
| ----------------------------- | --------------------- |
| Grand Slam                    |                       |
| Olympische Spelen             |                       |
| tot 2009                      | vanaf 2009            |
| Tennis Masters Cup            | ATP Finals            |
| ATP Masters Series            | ATP Tour Masters 1000 |
| ATP International Series Gold | ATP Tour 500          |
| ATP International Series      | ATP Tour 250          |

### Dubbelspel
| Nr.                           | Datum             | Toernooi                                 | Ondergrond    | Partner       | Tegenstanders in finale            | Score                   | Details |
| ----------------------------- | ----------------- | ---------------------------------------- | ------------- | ------------- | ---------------------------------- | ----------------------- | ------- |
| Gewonnen finales heren dubbel |                   |                                          |               |               |                                    |                         |         |
| 1.                            | 20 mei 1984       | GP Rome                                  | Gravel        | Ken Flach     | John Alexander Mike Leach          | 3–6, 6–3, 6–4           | Details |
| 2.                            | 22 juli 1984      | GP Boston                                | Gravel        | Ken Flach     | Gary Donnelly Ernie Fernandez      | 6–4, 6–4                | Details |
| 3.                            | 12 augustus 1984  | GP Indianapolis                          | Gravel        | Ken Flach     | Heinz Günthardt Balázs Taróczy     | 7–6, 7–5                | Details |
| 4.                            | 16 september 1984 | Los Angeles                              | Hardcourt     | Ken Flach     | Wojtek Fibak Sandy Mayer           | 4–6, 6–4, 6–3           | Details |
| 5.                            | 28 oktober 1984   | GP Hong Kong                             | Hardcourt     | Ken Flach     | Mark Edmondson Paul McNamee        | 6–7, 6–3, 7–5           | Details |
| 6.                            | 4 november 1984   | GP Taipei                                | Tapijt (i)    | Ken Flach     | Drew Gitlin Hank Pfister           | 6–1, 6–7, 6–2           | Details |
| 7.                            | 6 januari 1985    | WCT World Doubles Londen                 | Tapijt (i)    | Ken Flach     | Heinz Günthardt Balázs Taróczy     | 6–3, 3–6, 6–3, 6–0      | Details |
| 8.                            | 31 maart 1985     | GP Fort Myers                            | Hardcourt     | Ken Flach     | Sammy Giammalva Jr. David Pate     | 3–6, 6–3, 6–3           | Details |
| 9.                            | 12 mei 1985       | GP Forest Hills                          | Gravel        | Ken Flach     | Givaldo Barbosa Ivan Kley          | 7–5, 6–2                | Details |
| 10.                           | 16 juni 1985      | GP Londen                                | Gras          | Ken Flach     | Pat Cash John Fitzgerald           | 3–6, 6–3, 16–14         | Details |
| 11.                           | 28 juli 1985      | GP Indianapolis                          | Gravel        | Ken Flach     | Pavel Složil Kim Warwick           | 6–4, 6–4                | Details |
| 12.                           | 18 augustus 1985  | GP Montréal                              | Hardcourt     | Ken Flach     | Stefan Edberg Anders Järryd        | 5–7, 7–6, 6–3           | Details |
| 13.                           | 8 september 1985  | US Open                                  | Hardcourt     | Ken Flach     | Henri Leconte Yannick Noah         | 6–7, 7–6, 7–6, 6–0      | Details |
| 14.                           | 20 oktober 1985   | GP Tokio Indoor                          | Tapijt (i)    | Ken Flach     | Scott Davis David Pate             | 4–6, 6–3, 7–6           | Details |
| 15.                           | 9 februari 1986   | GP Memphis                               | Tapijt (i)    | Ken Flach     | Guy Forget Anders Järryd           | 6–4, 4–6, 7–6           | Details |
| 16.                           | 30 maart 1986     | GP Chicago                               | Tapijt (i)    | Ken Flach     | Eddie Edwards Francisco González   | 6–0, 7–5                | Details |
| 17.                           | 7 juni 1987       | Roland Garros                            | Gravel        | Anders Järryd | Guy Forget Yannick Noah            | 6–2, 6–3                | Details |
| 18.                           | 4 juli 1987       | Wimbledon                                | Gras          | Ken Flach     | Emilio Sánchez Sergio Casal        | 3–6, 6–7, 7–6, 6–1, 6–4 | Details |
| 19.                           | 23 augustus 1987  | GP Cincinnati                            | Hardcourt     | Ken Flach     | Steve Denton John Fitzgerald       | 7–5, 6–3                | Details |
| 20.                           | 12 juni 1988      | GP Londen                                | Gras          | Ken Flach     | Pieter Aldrich Danie Visser        | 6–2, 7–6                | Details |
| 21.                           | 2 juli 1988       | Wimbledon                                | Gras          | Ken Flach     | John Fitzgerald Anders Järryd      | 6–4, 2–6, 6–4, 7–6      | Details |
| 22.                           | 14 augustus 1988  | GP Toronto                               | Hardcourt     | Ken Flach     | Andrew Castle Tim Wilkison         | 7–6, 6–3                | Details |
| 23.                           | 25 september 1988 | O.S. Seoul                               | Hardcourt     | Ken Flach     | Emilio Sánchez Sergio Casal        | 6–3, 6–4, 6–7, 6–7, 9–7 | Details |
| 24.                           | 13 november 1988  | GP Wembley                               | Tapijt (i)    | Ken Flach     | Martin Davis Brad Drewett          | 7–5, 6–2                | Details |
| 25.                           | 23 april 1989     | GP Tokio                                 | Hardcourt     | Ken Flach     | Kevin Curren David Pate            | 7–6, 7–6                | Details |
| 26.                           | 20 augustus 1989  | GP Cincinnati                            | Hardcourt     | Ken Flach     | Pieter Aldrich Danie Visser        | 6–4, 6–4                | Details |
| 27.                           | 5 mei 1991        | ATP Tampa                                | Gravel        | Ken Flach     | David Pate Richey Reneberg         | 6–7, 6–4, 6–1           | Details |
| 28.                           | 11 augustus 1991  | ATP Cincinnati                           | Hardcourt     | Ken Flach     | Grant Connell Glenn Michibata      | 6–7, 6–4, 7–5           | Details |
| 29.                           | 18 augustus 1991  | ATP Indianapolis                         | Hardcourt     | Ken Flach     | Kent Kinnear Sven Salumaa          | 7–6, 6–4                | Details |
| Verloren finales herendubbel  |                   |                                          |               |               |                                    |                         |         |
| 1.                            | 13 november 1983  | GP Taipei                                | Tapijt (i)    | Ken Flach     | Wally Masur Kim Warwick            | 6–7, 4–6                | Details |
| 2.                            | 15 juli 1984      | GP Newport                               | Gras          | Ken Flach     | David Graham Laurie Warder         | 4–6, 6–7                | Details |
| 3.                            | 24 februari 1985  | GP La Quinta                             | Hardcourt     | Ken Flach     | Heinz Günthardt Balázs Taróczy     | 6–3, 6–7, 3–6           | Details |
| 4.                            | 7 april 1985      | GP Chicago                               | Tapijt (i)    | Ken Flach     | Johan Kriek Yannick Noah           | 6–3, 6–4, 5–7, 1–6, 4–6 | Details |
| 5.                            | 19 mei 1985       | GP Rome                                  | Gravel        | Ken Flach     | Anders Järryd Mats Wilander        | 6–4, 3–6, 2–6           | Details |
| 6.                            | 11 augustus 1985  | GP Stratton Mountain                     | Hardcourt     | Ken Flach     | Scott Davis David Pate             | 6–3, 6–7, 6–7           | Details |
| 7.                            | 8 maart 1987      | GP Miami                                 | Hardcourt     | Ken Flach     | Paul Annacone Christo van Rensburg | 2–6, 4–6, 4–6           | Details |
| 8.                            | 19 juli 1987      | GP Livingston                            | Hardcourt     | Ken Flach     | Gary Donnelly Greg Holmes          | 6–7, 3–6                | Details |
| 9.                            | 13 september 1987 | US Open                                  | Hardcourt     | Ken Flach     | Stefan Edberg Anders Järryd        | 6–7, 2–6, 6–4, 7–5, 6–7 | Details |
| 10.                           | 18 oktober 1987   | ATP Sydney indoor                        | Hardcourt (i) | Boris Becker  | Darren Cahill Mark Kratzmann       | 3–6, 2–6                | Details |
| 11.                           | 15 november 1987  | GP Wembley                               | Tapijt (i)    | Ken Flach     | Miloslav Mečíř Tomáš Šmíd          | 5–7, 4–6                | Details |
| 12.                           | 13 december 1987  | Tennis Masters Cup Londen                | Tapijt (i)    | Ken Flach     | Miloslav Mečíř Tomáš Šmíd          | 4–6, 5–7, 7–6, 3–6      | Details |
| 13.                           | 27 maart 1988     | GP Miami                                 | Hardcourt     | Ken Flach     | John Fitzgerald Anders Järryd      | 6–7, 1–6, 5–7           | Details |
| 14.                           | 7 augustus 1988   | ATP Indianapolis                         | Hardcourt     | Ken Flach     | Rick Leach Jim Pugh                | 4-6, 3-6                | Details |
| 15.                           | 20 november 1988  | GP Detroit                               | Tapijt (i)    | Ken Flach     | Rick Leach Jim Pugh                | 4-6, 1-6                | Details |
| 16.                           | 10 september 1989 | US Open                                  | Hardcourt     | Ken Flach     | John McEnroe Mark Woodforde        | 4–6, 6–4, 3–6, 3–6      | Details |
| 17.                           | 8 oktober 1989    | GP Orlando                               | Hardcourt     | Ken Flach     | Scott Davis Tim Pawsat             | 5–7, 7–5, 4–6           | Details |
| 18.                           | 24 maart 1991     | ATP Miami                                | Hardcourt     | Ken Flach     | Wayne Ferreira Piet Norval         | 7–5, 6–7, 2–6           | Details |
| 19.                           | 21 juli 1991      | ATP Washington                           | Hardcourt     | Ken Flach     | Scott Davis David Pate             | 4–6, 2–6                | Details |
| 20.                           | 24 november 1991  | World Doubles Championships Johannesburg | Hardcourt (i) | Ken Flach     | John Fitzgerald Anders Järryd      | 4–6, 4–6, 6–2, 4–6      | Details |

## Resultaten grandslamtoernooien
| Legenda | Legenda                          |
| ------- | -------------------------------- |
| g.t.    | geen toernooi gehouden           |
| l.c.    | lagere categorie                 |
| –       | niet deelgenomen                 |
| G       | uitgeschakeld in de groepsfase   |
| 1R      | uitgeschakeld in de eerste ronde |
| 2R      | uitgeschakeld in de tweede ronde |
| 3R      | uitgeschakeld in de derde ronde  |
| 4R      | uitgeschakeld in de vierde ronde |
| KF      | uitgeschakeld in de kwartfinale  |
| HF      | uitgeschakeld in de halve finale |
| F       | de finale verloren               |
| W       | het toernooi gewonnen            |
| w-v     | winst/verlies-balans             |

### Enkelspel
| Toernooi        | 1983 | 1984 | 1985 | 1986 | 1987 | 1988 | 1989 | 1990 |
| --------------- | ---- | ---- | ---- | ---- | ---- | ---- | ---- | ---- |
| Australian Open | 2R   | 3R   | –    | –    | 4R   | –    | –    | –    |
| Roland Garros   | –    | 2R   | –    | 3R   | 1R   | 1R   | –    | –    |
| Wimbledon       | –    | 1R   | 4R   | 3R   | 1R   | 3R   | 2R   | –    |
| US Open         | 2R   | 1R   | 1R   | 2R   | 1R   | 2R   | 1R   | 1R   |

### Mannendubbelspel
| Toernooi        | 1983 | 1984 | 1985 | 1986 | 1987 | 1988 | 1989 | 1990 | 1991 | 1992 | 1995 |
| --------------- | ---- | ---- | ---- | ---- | ---- | ---- | ---- | ---- | ---- | ---- | ---- |
| Australian Open | 3R   | 2R   | –    | g.t. | HF   | –    | –    | –    | –    | –    | –    |
| Roland Garros   | –    | 1R   | KF   | KF   | W    | KF   | –    | 2R   | 2R   | –    | 1R   |
| Wimbledon       | –    | 3R   | 1R   | KF   | W    | W    | HF   | KF   | 3R   | 1R   | 1R   |
| US Open         | 3R   | 2R   | W    | –    | F    | HF   | F    | 3R   | HF   | –    | –    |